# Holger Badstuber
 (Memmingen, 13 marzo 1989) è un ex calciatore tedesco, di ruolo difensore.

## Biografia
I suoi genitori hanno sostenuto fin dall'inizio la sua carriera calcistica, in particolare il padre Hermann, morto di cancro il 21 marzo 2009 poche settimane dopo il primo contratto professionistico firmato dal figlio con il Bayern Monaco.

## Caratteristiche tecniche
Difensore centrale, sebbene durante il periodo dilettantistico abbia giocato anche come centrocampista difensivo; successivamente a livello professionistico ricoprì anche la posizione di terzino sinistro. Tuttavia non è mai riuscito ad esprimere il suo potenziale a causa dei numerosi infortuni subiti in carriera che lo hanno portato al suo ritiro a soli 33 anni.
Nel 2010 è stato inserito nella lista dei migliori calciatori nati dopo il 1989 stilata da Don Balón.

## Carriera

### Club

#### Bayern Monaco
Dopo le prime esperienze nel settore giovanile del club TSV Rot an der Rot 1890 e.V., Badstuber passa allo Stoccarda; nel 2002 si trasferisce al Bayern Monaco. All'età di 18 anni, nel 2007, esordisce nel Bayern Monaco II, in Regionalliga Süd. Nella stagione 2007-2008, conclusasi con una promozione, gioca 23 incontri segnando 4 reti.
Il suo debutto professionistico, sempre con la seconda squadra del club bavarese, avviene il 27 luglio 2008, nella neonata 3. Liga, con una vittoria casalinga per 2-1 contro l'Union Berlin; quella stagione Badstuber gioca 32 incontri, realizzando 3 reti. Dopo aver già preso parte alla preparazione precampionato 2008-2009 con la prima squadra, il giocatore firma il 1º febbraio 2009 un contratto professionistico con scadenza nel 2011. L'esordio in Bundesliga avviene l'8 agosto 2009, nella sfida pareggiata per 1-1 contro l'Hoffenheim, durante la quale gioca 90 minuti. Ha giocato come difensore sinistro fino al rientro dall'infortunio di Martín Demichelis. Realizza il suo primo gol in massima serie il 4 dicembre 2009, durante la quindicesima giornata di campionato, nella vittoria casalinga per 2-1 contro il Borussia Mönchengladbach. All'inizio del 2010 il contratto con il Bayern viene rinnovato ulteriormente fino al 2014.
Il 1º dicembre 2012, durante la partita contro il Borussia Dortmund terminata 1-1, subisce la rottura del legamento crociato del ginocchio destro, infortunio che lo terrà fuori per circa 6 mesi.
Il 6 aprile 2013 vince la sua seconda Bundesliga (il ventitreesimo titolo dei bavaresi) con sei giornate di anticipo rispetto alla fine del campionato.
Torna a disposizione di Jupp Heynckes ad inizio maggio ma pochi giorni dopo subisce nuovamente la rottura del legamento crociato già operato.
Il 25 maggio 2013 vince per la prima volta la Champions League, grazie alla vittoria per 2-1 nella finale contro il Borussia Dortmund.
Il 1º giugno 2013 vince anche la sua seconda Coppa di Germania, ottenendo il treble con la compagine bavarese.
La stagione 2013-2014 si apre con la vittoria il 30 agosto 2013 della Supercoppa UEFA, ottenuta sconfiggendo ai rigori in finale la compagine londinese del Chelsea, dopo che i tempi supplementari si erano conclusi sul 2-2. Nel corso dell'annata la squadra bavarese conquista altri tre titoli, la Coppa del mondo per club, la Bundesliga e la Coppa di Germania ma Badstuber non giocherà neanche un minuto sempre a causa dell'infortunio subito l'anno precedente.
Torna disponibile dopo 19 mesi di inattività durante la preparazione estiva in vista della stagione 2014-2015. Il 23 aprile 2015 il Bayern Monaco annuncia, attraverso un tweet, che il calciatore ha subito una lacerazione del muscolo della coscia per cui è costretto a chiudere anticipatamente la stagione dato che i tempi di recupero si assestano sui 3-4 mesi. Il 26 aprile 2015 vince il terzo campionato di fila con il Bayern, il quarto della sua carriera.
Il 29 ottobre 2016 colleziona la sua ultima presenza al Bayern Monaco, nella vittoria di Augusta, prima di essere ceduto dopo 15 anni tra giovanili e prima squadra.

#### Schalke 04
Il 10 gennaio 2017 viene ceduto in prestito secco allo Schalke 04.

#### Stoccarda
Il 4 agosto 2017 diventa un giocatore dello Stoccarda. Al termine una prima stagione in cui ha trovato continuità, il 10 luglio 2018 firma il rinnovo del contratto che lo lega al club fino al 2021.
Tuttavia nella stagione 2018-2019 gli infortuni tornano a causargli problemi, tanto che lui gioca solamente 10 gare nell'arco della stagione, culminata con la retrocessione del club. Dopo avere aiutato il club a tornare in Bundesliga, nell'estate 2020 finisce ai margini del club che, non riuscendo a cederlo, lo relega nella seconda squadra.

#### Lucerna e ritiro
Il 12 luglio 2021, il difensore viene acquistato dal Lucerna, con cui disputa 18 partite complessivamente.
Il 5 settembre 2022, a soli 33 anni, Badstuber annuncia il ritiro dal calcio giocato, allo scopo di avviare una nuova carriera da allenatore.

### Nazionale

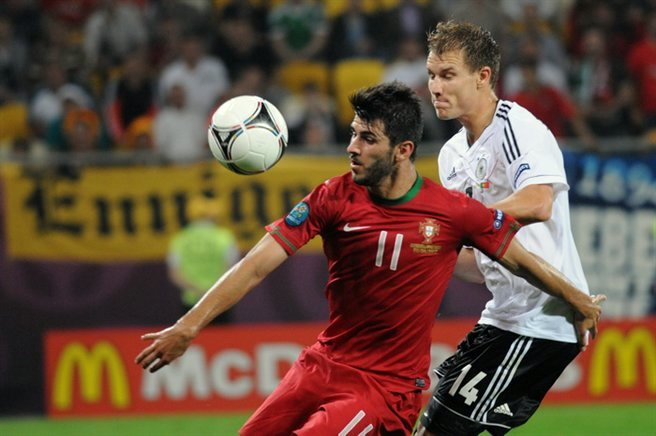
Badstuber ad Euro 2012, in uno scontro di gioco contro il Portogallo

Il 14 novembre 2007 debutta nella nazionale tedesca Under-19, nella gara vinta per 1-0 contro l'Inghilterra. Il secondo ed ultimo incontro nella Nazionale di categoria avviene contro la Slovacchia il 27 maggio 2008, vinto dai tedeschi per 5-2.
Il 3 settembre 2008 arriva l'esordio nell'Under 20 con una vittoria per 4-2 contro l'Austria.
Il giorno 11 agosto 2009 esordisce nella nazionale tedesca Under-21, contro la Turchia, che vince 3-1; entra al 59', sostituendo Mats Hummels. Il primo gol nella selezione lo mette a segno il 9 ottobre 2009 durante la gara vinta 3-0 contro la Slovenia.
Debutta nella nazionale maggiore il 29 maggio 2010 nell'amichevole vinta 3-0 a Budapest contro l'Ungheria. Figura tra i convocati per il Mondiale 2010. Gioca le prime due partite mondiali, per poi venir sostituito stabilmente da Jérôme Boateng.
Convocato anche per Euro 2012, questa volta è titolare fisso della retroguardia tedesca con cui raggiunge la semifinale, in cui i teutonici vengono eliminati dall'Italia.
Dopo l'infortunio al crociato rimediato nel dicembre 2012 il suo spazio in nazionale cala drasticamente finendo fuori dal giro.

## Statistiche

### Presenze e reti nei club
Statistiche aggiornate al 19 dicembre 2017.
| Stagione                | Squadra                 | Campionato              | Campionato | Campionato | Coppe nazionali | Coppe nazionali | Coppe nazionali | Coppe continentali | Coppe continentali | Coppe continentali | Altre coppe | Altre coppe | Altre coppe | Totale | Totale |
| Stagione                | Squadra                 | Comp                    | Pres       | Reti       | Comp            | Pres            | Reti            | Comp               | Pres               | Reti               | Comp        | Pres        | Reti        | Pres   | Reti   |
| ----------------------- | ----------------------- | ----------------------- | ---------- | ---------- | --------------- | --------------- | --------------- | ------------------ | ------------------ | ------------------ | ----------- | ----------- | ----------- | ------ | ------ |
| 2007-2008               | Bayern Monaco II        | RL                      | 23         | 4          | -               | -               | -               | -                  | -                  | -                  | -           | -           | -           | 23     | 4      |
| 2008-2009               | Bayern Monaco II        | DL                      | 32         | 3          | -               | -               | -               | -                  | -                  | -                  | -           | -           | -           | 32     | 3      |
| 2009-2010               | Bayern Monaco           | BL                      | 33         | 1          | CG              | 4               | 0               | UCL                | 12                 | 0                  | -           | -           | -           | 49     | 1      |
| 2010-2011               | Bayern Monaco           | BL                      | 23         | 0          | CG              | 3               | 0               | UCL                | 5                  | 0                  | SG          | 1           | 0           | 32     | 0      |
| 2011-2012               | Bayern Monaco           | BL                      | 33         | 0          | CG              | 5               | 0               | UCL                | 12                 | 0                  | -           | -           | -           | 50     | 0      |
| 2012-2013               | Bayern Monaco           | BL                      | 12         | 0          | CG              | 1               | 0               | UCL                | 4                  | 0                  | SG          | 1           | 0           | 18     | 0      |
| 2013-2014               | Bayern Monaco           | BL                      | 0          | 0          | CG              | 0               | 0               | UCL                | -                  | -                  | SG+SU+Cmc   | 0           | 0           | 0      | 0      |
| 2014-2015               | Bayern Monaco           | BL                      | 10         | 0          | CG              | 2               | 0               | UCL                | 4                  | 1                  | SG          | 0           | 0           | 16     | 1      |
| 2015-2016               | Bayern Monaco           | BL                      | 7          | 0          | CG              | 1               | 0               | UCL                | 1                  | 0                  | SG          | 0           | 0           | 9      | 0      |
| 2016-gen. 2017          | Bayern Monaco           | BL                      | 1          | 0          | CG              | 1               | 0               | UCL                | 1                  | 0                  | SG          | 0           | 0           | 3      | 0      |
| Totale Bayern Monaco    | Totale Bayern Monaco    | Totale Bayern Monaco    | 119        | 1          |                 | 17              | 0               |                    | 39                 | 1                  |             | 2           | 0           | 177    | 2      |
| 2016-gen. 2017          | Bayern Monaco II        | RL                      | 1          | 0          | -               | -               | -               | -                  | -                  | -                  | -           | -           | -           | 1      | 0      |
| Totale Bayern Monaco II | Totale Bayern Monaco II | Totale Bayern Monaco II | 56         | 7          |                 | -               | -               |                    | -                  | -                  |             | -           | -           | 56     | 7      |
| gen.-giu. 2017          | Schalke 04              | BL                      | 10         | 0          | CG              | 1               | 0               | UEL                | 1                  | 0                  | -           | -           | -           | 12     | 0      |
| 2017-2018               | Stoccarda               | BL                      | 27         | 2          | CG              | 1               | 0               | -                  | -                  | -                  | -           | -           | -           | 28     | 2      |
| Totale carriera         | Totale carriera         | Totale carriera         | 212        | 10         |                 | 19              | 0               |                    | 40                 | 1                  |             | 2           | 0           | 273    | 11     |

### Cronologia presenze e reti in nazionale
| Cronologia completa delle presenze e delle reti in nazionale ― Germania | Cronologia completa delle presenze e delle reti in nazionale ― Germania | Cronologia completa delle presenze e delle reti in nazionale ― Germania | Cronologia completa delle presenze e delle reti in nazionale ― Germania | Cronologia completa delle presenze e delle reti in nazionale ― Germania | Cronologia completa delle presenze e delle reti in nazionale ― Germania | Cronologia completa delle presenze e delle reti in nazionale ― Germania | Cronologia completa delle presenze e delle reti in nazionale ― Germania |
| Data                                                                    | Città                                                                   | In casa                                                                 | Risultato                                                               | Ospiti                                                                  | Competizione                                                            | Reti                                                                    | Note                                                                    |
| ----------------------------------------------------------------------- | ----------------------------------------------------------------------- | ----------------------------------------------------------------------- | ----------------------------------------------------------------------- | ----------------------------------------------------------------------- | ----------------------------------------------------------------------- | ----------------------------------------------------------------------- | ----------------------------------------------------------------------- |
| 29-5-2010                                                               | Budapest                                                                | Ungheria                                                                | 0 – 3                                                                   | Germania                                                                | Amichevole                                                              | -                                                                       | 71’                                                                     |
| 3-6-2010                                                                | Francoforte sul Meno                                                    | Germania                                                                | 3 – 1                                                                   | Bosnia ed Erzegovina                                                    | Amichevole                                                              | -                                                                       |                                                                         |
| 13-6-2010                                                               | Durban                                                                  | Germania                                                                | 4 – 0                                                                   | Australia                                                               | Mondiali 2010 - 1º turno                                                | -                                                                       |                                                                         |
| 18-6-2010                                                               | Port Elizabeth                                                          | Germania                                                                | 0 – 1                                                                   | Serbia                                                                  | Mondiali 2010 - 1º turno                                                | -                                                                       | 77’                                                                     |
| 3-9-2010                                                                | Bruxelles                                                               | Belgio                                                                  | 0 – 1                                                                   | Germania                                                                | Qual. Euro 2012                                                         | -                                                                       |                                                                         |
| 7-9-2010                                                                | Colonia                                                                 | Germania                                                                | 6 – 1                                                                   | Azerbaigian                                                             | Qual. Euro 2012                                                         | 1                                                                       |                                                                         |
| 8-10-2010                                                               | Berlino                                                                 | Germania                                                                | 3 – 0                                                                   | Turchia                                                                 | Qual. Euro 2012                                                         | -                                                                       |                                                                         |
| 12-10-2010                                                              | Astana                                                                  | Kazakistan                                                              | 0 – 3                                                                   | Germania                                                                | Qual. Euro 2012                                                         | -                                                                       |                                                                         |
| 9-2-2011                                                                | Dortmund                                                                | Germania                                                                | 1 – 1                                                                   | Italia                                                                  | Amichevole                                                              | -                                                                       | 64’                                                                     |
| 26-3-2011                                                               | Kaiserslautern                                                          | Germania                                                                | 4 – 0                                                                   | Kazakistan                                                              | Qual. Euro 2012                                                         | -                                                                       |                                                                         |
| 29-5-2011                                                               | Hoffenheim                                                              | Germania                                                                | 2 – 1                                                                   | Uruguay                                                                 | Amichevole                                                              | -                                                                       | 66’                                                                     |
| 3-6-2011                                                                | Vienna                                                                  | Austria                                                                 | 1 – 2                                                                   | Germania                                                                | Qual. Euro 2012                                                         | -                                                                       | 69’                                                                     |
| 7-6-2011                                                                | Baku                                                                    | Azerbaigian                                                             | 1 – 3                                                                   | Germania                                                                | Qual. Euro 2012                                                         | -                                                                       |                                                                         |
| 10-8-2011                                                               | Stoccarda                                                               | Germania                                                                | 3 – 2                                                                   | Brasile                                                                 | Amichevole                                                              | -                                                                       |                                                                         |
| 2-9-2011                                                                | Gelsenkirchen                                                           | Germania                                                                | 6 – 2                                                                   | Austria                                                                 | Qual. Euro 2012                                                         | -                                                                       |                                                                         |
| 7-10-2011                                                               | Istanbul                                                                | Turchia                                                                 | 1 – 3                                                                   | Germania                                                                | Qual. Euro 2012                                                         | -                                                                       | 55’                                                                     |
| 11-11-2011                                                              | Kiev                                                                    | Ucraina                                                                 | 3 – 3                                                                   | Germania                                                                | Amichevole                                                              | -                                                                       |                                                                         |
| 15-11-2011                                                              | Amburgo                                                                 | Germania                                                                | 3 – 0                                                                   | Paesi Bassi                                                             | Amichevole                                                              | -                                                                       | 46’                                                                     |
| 29-2-2012                                                               | Brema                                                                   | Germania                                                                | 1 – 2                                                                   | Francia                                                                 | Amichevole                                                              | -                                                                       | 46’                                                                     |
| 31-5-2012                                                               | Lipsia                                                                  | Germania                                                                | 2 – 0                                                                   | Israele                                                                 | Amichevole                                                              | -                                                                       |                                                                         |
| 9-6-2012                                                                | Leopoli                                                                 | Germania                                                                | 1 – 0                                                                   | Portogallo                                                              | Euro 2012 - 1º turno                                                    | -                                                                       | 43’                                                                     |
| 13-6-2012                                                               | Charkiv                                                                 | Paesi Bassi                                                             | 1 – 2                                                                   | Germania                                                                | Euro 2012 - 1º turno                                                    | -                                                                       |                                                                         |
| 17-6-2012                                                               | Leopoli                                                                 | Danimarca                                                               | 1 – 2                                                                   | Germania                                                                | Euro 2012 - 1º turno                                                    | -                                                                       |                                                                         |
| 22-6-2012                                                               | Danzica                                                                 | Germania                                                                | 4 – 2                                                                   | Grecia                                                                  | Euro 2012 - Quarti di finale                                            | -                                                                       |                                                                         |
| 28-6-2012                                                               | Varsavia                                                                | Germania                                                                | 1 – 2                                                                   | Italia                                                                  | Euro 2012 - Semifinale                                                  | -                                                                       |                                                                         |
| 15-8-2012                                                               | Francoforte sul Meno                                                    | Germania                                                                | 1 – 3                                                                   | Argentina                                                               | Amichevole                                                              | -                                                                       |                                                                         |
| 7-9-2012                                                                | Hannover                                                                | Germania                                                                | 3 – 0                                                                   | Fær Øer                                                                 | Qual. Mondiali 2014                                                     | -                                                                       |                                                                         |
| 11-9-2012                                                               | Vienna                                                                  | Austria                                                                 | 1 – 2                                                                   | Germania                                                                | Qual. Mondiali 2014                                                     | -                                                                       |                                                                         |
| 12-10-2012                                                              | Dublino                                                                 | Irlanda                                                                 | 1 – 6                                                                   | Germania                                                                | Qual. Mondiali 2014                                                     | -                                                                       | 86’                                                                     |
| 16-10-2012                                                              | Berlino                                                                 | Germania                                                                | 4 – 4                                                                   | Svezia                                                                  | Qual. Mondiali 2014                                                     | -                                                                       |                                                                         |
| 25-3-2015                                                               | Kaiserslautern                                                          | Germania                                                                | 2 – 2                                                                   | Australia                                                               | Amichevole                                                              | -                                                                       | 46’                                                                     |
| Totale                                                                  |                                                                         | Presenze                                                                | 31                                                                      |                                                                         | Reti                                                                    | 1                                                                       |                                                                         |

## Palmarès

### Competizioni nazionali
- Campionato tedesco: 6

Bayern Monaco: 2009-2010, 2012-2013, 2013-2014, 2014-2015, 2015-2016, 2016-2017
- Coppa di Germania: 4

Bayern Monaco: 2009-2010, 2012-2013, 2013-2014, 2015-2016
- Supercoppa di Germania: 2

Bayern Monaco: 2010, 2012

### Competizioni internazionali
- UEFA Champions League: 1

Bayern Monaco: 2012-2013
- Supercoppa UEFA: 1

Bayern Monaco: 2013
- Coppa del mondo per club: 1

Bayern Monaco: 2013